# Denevérszárnyakon
A Denevérszárnyakon, második szinkronban Bőrök szárnyán (eredeti cím: On Leather Wings) a Batman: A rajzfilmsorozat első évadjának második része. Amerikában 1992. szeptember 6-án mutatták be.

## Cselekmény
Éjszaka egy furcsa denevérszárnyas teremtmény támadja meg a Phoenix Gyógyszerészet biztonsági őrét. A következő napon James Gordon felügyelő és Harvey Bullock nyomozó megvitatja a történteket Gotham City polgármesterével, Hamilton Hill-lel. Gordon nem akarja elhinni, hogy Batman ilyen durvaságra képes, ám Bullock és Hill Batmanre próbálja kenni a dolgot, hogy így megnyugtassák a médiát és az embereket.
A nap későbbi részében Batman megpróbálja kideríteni az esetet. A helyszínen talál egy hangrögzítőt, melyben szerepel a rejtélyes teremtmény hangja. Bruce Wayne-ként elmegy a Gothami Állatkertbe, hogy ott kiderítse, milyen állattól ered a hang. Ott találkozik a barátságtalan Dr. March-csal, annak lányával, Francine-nel és vejével, Dr. Kirk Langstrommal. Batman megbízza a professzort, hogy vizsgálja ki a hangokat.
Közben Batman ellen hajtóvadászat indul Bullock vezetésével. A denevérember rájön, hogy Dr. March hazudott, amikor azt mondta neki, hogy a hanggal kapcsolatban nem talált semmit. A rejtélyes denevér újra betör a Phoenix Gyógyszerészet épületébe, a rendőrök azt hiszik, Batman van ott.
Batman a helyszínre siet, s kiderül, hogy a szörnyeteg nem más, mint Dr. Langstrom. Gyógyszerekre van szüksége, hogy megakadályozza az elváltozást, amit egy félresikerült kísérlet okozott. Batman üldözőbe veszi a denevért, végül hosszas hajsza után elfogja és a barlangjában meggyógyítja.

## Szereplők
| Szereplő                          | Eredeti hang     | Magyar hang          | Magyar hang        |
| Szereplő                          | Eredeti hang     | 1. magyar változat   | 2. magyar változat |
| --------------------------------- | ---------------- | -------------------- | ------------------ |
| Bruce Wayne / Batman              | Kevin Conroy     | Rosta Sándor         | Sótonyi Gábor      |
| Harvey Bullock                    | Robert Costanzo  | Melis Gábor          | Várkonyi András    |
| Hamilton Hill                     | Lloyd Bochner    | Várkonyi András      | Bolla Róbert       |
| James Gordon                      | Bob Hastings     | Orosz István         | Forgács Gábor      |
| Harvey Dent                       | Richard Moll     | Sörös Sándor         | Dányi Krisztián    |
| Dr. Kirk Langstrom / A teremtmény | Marc Singer      | Szabó Sipos Barnabás | Megyeri János      |
| Alfred Pennyworth                 | Clive Revill     | Makay Sándor         | Makay Sándor       |
| Dr. March                         | René Auberjonois | Kristóf Tibor        | Kajtár Róbert      |
| Dr. Francine Langstrom            | Meredith MacRae  | Andresz Kati         | F. Nagy Erika      |

## Érdekességek
- A taktikai megbeszélgetésen jelen van Harvey Dent is. Amikor Bullock, Hill és Gordon vitatja a helyzetet, Harvey teste csak kis részben látszik a sötétség miatt, s épp érmét dob fel unalmában. Ez előre megmutatja az államügyész későbbi sorsát, hiszen Harvey Dent lesz a Kétarc.
- A DVD-n ehhez a részhez található audiokommentár is, Eric Radomski és Bruce Timm részéről.